# Дигмелов, Александр Давидович
Александр Давидович Дигме́лов (настоящая фамилия — Дигмелашви́ли; 1884—1958) — советский кинооператор. Заслуженный деятель искусств Грузинской ССР (1945). Лауреат Сталинской премии первой степени (1946).

## Биография
А. Д. Дигмелашвили родился 10 (22) октября 1884 года. В кино с 1910 года. Снимал в Тифлисе к/м хроники, видовые сюжеты. Активно участвовал в работе киносекции Наркомпроса Грузии (впоследствии «Госкинпром Грузии»). В своём творчестве достигал выразительности в изобразительном решении фильма, используя традиции грузинской живописи.
А. Д. Дигмелов умер 31 марта 1958 года.

## Фильмография
- 1919 — Не спи; Скажи, зачем
- 1920 — Огнепоклонники; Христина
- 1921 — Арсен Джорджиашвили
- 1922 — Исповедник
- 1923 — Красные дьяволята; Разбойник Арсен; Человек человеку волк
- 1924 — Три жизни
- 1925 — Дело Тариэла Мклавадзе; Савур-могила; Макаилла
- 1926 — Иллан Дилли; Двуногие; Преступление княжны Ширванской; Наказание княжны Ширвансой
- 1927 — В трясине
- 1928 — Джанки; Молодость побеждает
- 1930 — Камера № 79; Угубзиара (с В. Кереселидзе)
- 1931 — Труба трубит тревогу
- 1933 — Последние крестоносцы
- 1936 — Каджети
- 1937 — Арсен
- 1938 — Великое зарево
- 1940 — Девушка с того берега; У заставы
- 1942—1943 — Георгий Саакадзе
- 1948 — Кето и Котэ
- 1950 — Весна в Сакене (с Д. Е. Канделаки)
- 1955 — Лурджа Магданы (с Л. А. Суховым)
- 1955—1956 — Тайна двух океанов

## Награды
- орден Трудового Красного Знамени (01.02.1939; 06.03.1950)
- орден Красной Звезды (14.04.1944)
- Сталинская премия первой степени (1946) — за съёмки 2-й серии фильма «Георгий Саакадзе» (1943)
- Заслуженный деятель искусств Грузинской ССР (1945)